# Uspenka (Zaoziorni)
|  | Per a altres significats, vegeu «Úspenka». |

Uspenka (en rus: Успенка) és un poble del krai de Krasnoiarsk, a Rússia, que en el cens del 2010 tenia 799 habitants. Pertany al districte de Zaoziorni.